# Bryan Staring

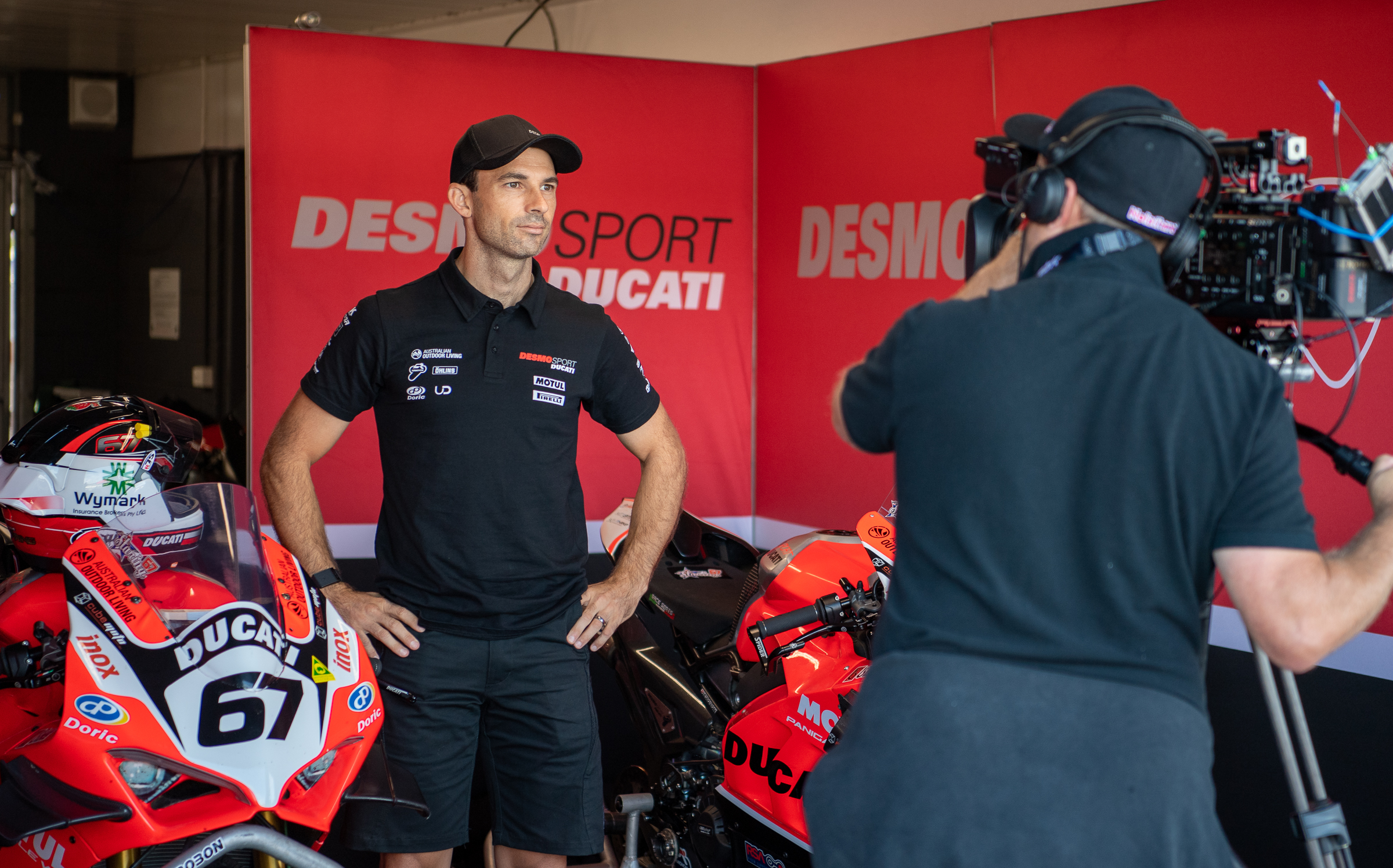
Bryan Staring in 2022.

Bryan Staring (Perth, 1 juni 1987) is een Australisch motorcoureur. In 2010 werd hij kampioen in het Australisch kampioenschap superbike.

## Carrière
Staring werd in 2004 kampioen in het Australische 125 cc-kampioenschap. Dat jaar maakte hij tevens zijn debuut in de 125 cc-klasse van het wereldkampioenschap wegrace tijdens zijn thuisrace als wildcardcoureur op een Honda, waarin hij op plaats 29 eindigde. Tussen 2005 en 2009 nam hij deel aan het Australisch kampioenschap Supersport. Hij eindigde in de eerste vier jaren achtereenvolgens als vijfde, achtste, tiende en negentiende in de eindstand, voordat hij in zijn laatste seizoen kampioen werd met 313 punten. Daarnaast nam hij in 2006 en 2007 ook deel aan het Australisch kampioenschap superbike, waarin hij respectievelijk negentiende en vijftiende werd.

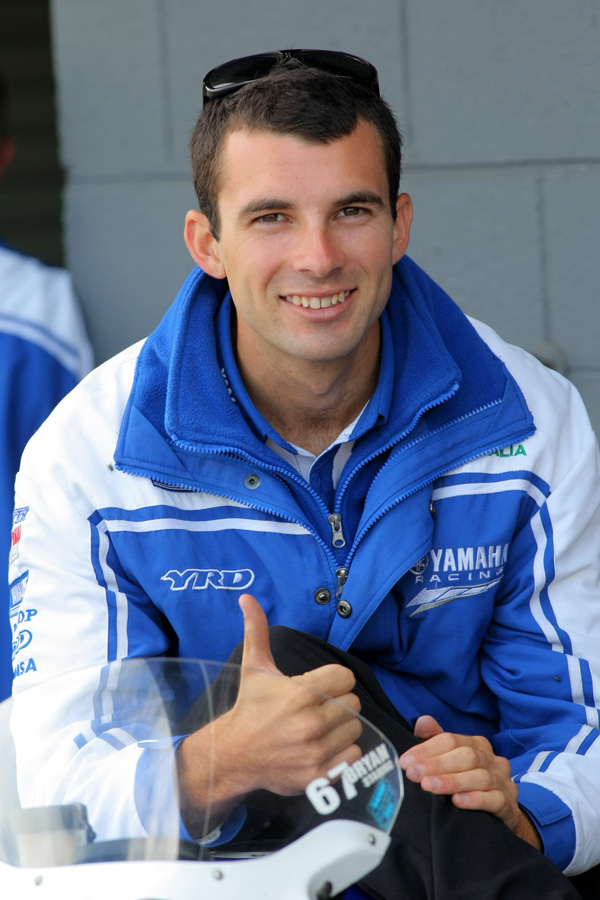
Bryan Staring in 2009.

In 2008 debuteerde Staring in het wereldkampioenschap Supersport tijdens de race op Donington als eenmalige vervanger van William De Angelis op een Honda, waarin hij op plaats 22 eindigde. In 2010 werd hij kampioen in het Australisch kampioenschap superbike met 241 punten. Daarnaast kwam hij uit in het Brits kampioenschap Superstock, waarin hij op plaats 27 eindigde. In 2011 kwam hij uit in de FIM Superstock 1000 Cup op een Kawasaki. Dat jaar was een vierde plaats in de seizoensfinale op de Autódromo Internacional do Algarve zijn beste resultaat. Met 56 punten werd hij elfde in het kampioenschap. Dat jaar maakte hij tevens zijn debuut in het wereldkampioenschap superbike op een Kawasaki in de seizoensopener op Phillip Island als wildcardcoureur; hij eindigde de races als vijftiende en zeventiende, waardoor hij een kampioenschapspunt scoorde.
In 2012 bleef Staring actief in de FIM Superstock 1000 Cup op een Kawasaki. Hij won drie races op het Motorland Aragón, het Automotodrom Brno en Portimão. Met 122 punten werd hij achter Sylvain Barrier, Eddi La Marra en Jérémy Guarnoni vierde in de eindstand met 122 punten. Ook reed hij dat jaar wederom in de race op Phillip Island van het WK superbike op een Kawasaki en eindigde de races als tiende en zestiende, waardoor hij zes punten scoorde.

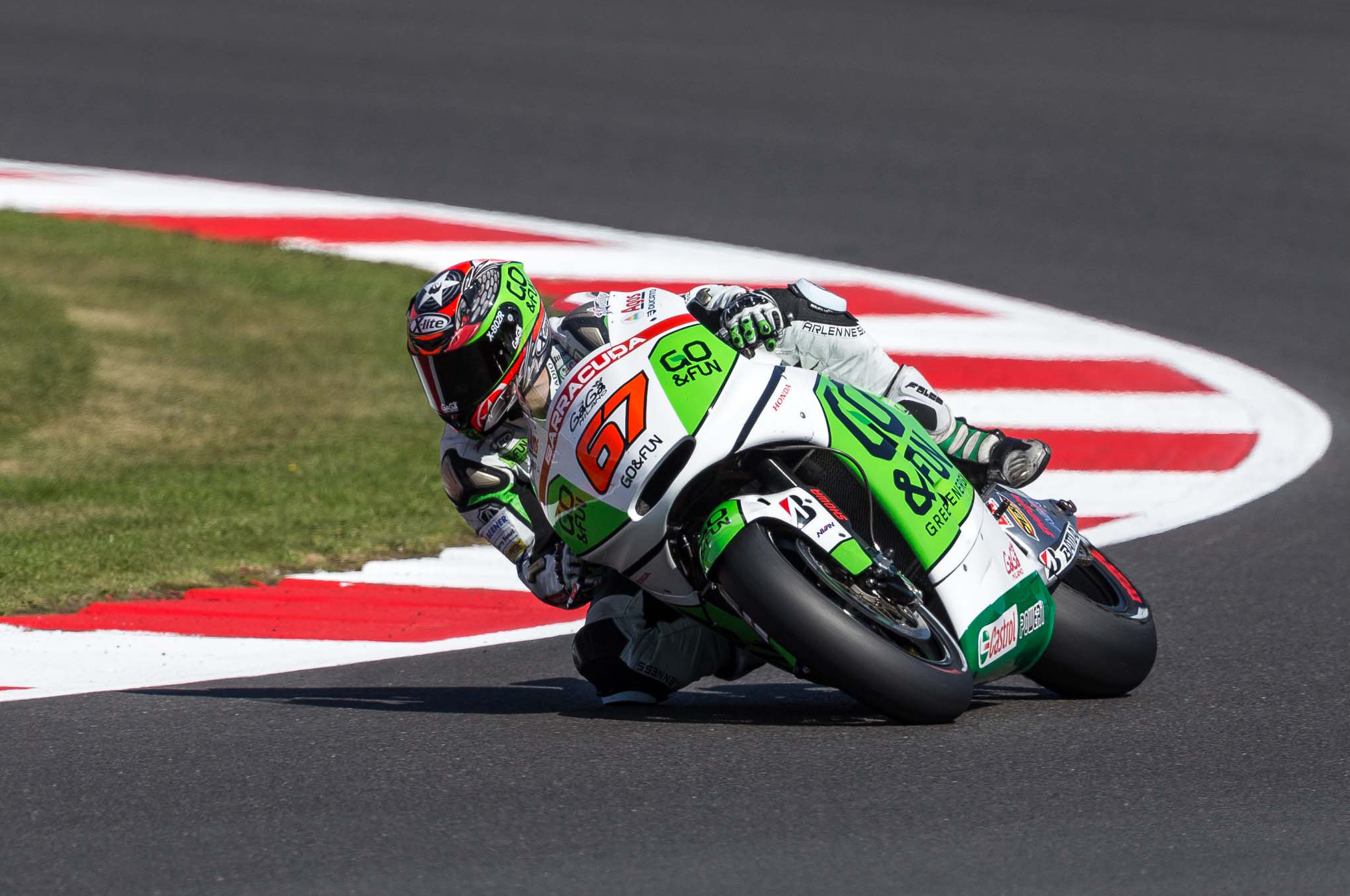
Bryan Staring op Silverstone in 2013.

In 2013 maakte Staring zijn debuut in de MotoGP-klasse van het WK wegrace op een FTR Honda. Hij kwam enkel tot scoren met een veertiende plaats in Catalonië. Met 2 punten eindigde hij op plaats 26 in het klassement. In 2014 zou hij het hele seizoen uitkomen in het WK Supersport op een Honda. Nadat hij in de eerste race op Phillip Island uitviel, verliet hij de klasse. Enkele maanden later keerde hij terug in het WK superbike, waarin hij in de EVO-klasse uitkwam op een Kawasaki als permanente vervanger van Michel Fabrizio. Hij behaalde zijn beste resultaat met een twaalfde plaats op Laguna Seca en eindigde met 18 punten op plaats 22 in de rangschikking.
In 2015 keerde Staring terug in de FIM Superstock 1000 Cup, waarin hij opnieuw op een Kawasaki reed. Twee zesde plaatsen op Aragón en Portimão waren zijn beste resultaten, waardoor hij met 53 punten negende werd. In 2016 miste hij weliswaar drie races in de klasse, maar behaalde hij wel een podiumplaats op de Lausitzring. Met 26 punten werd hij zestiende in het klassement.
Vanaf 2017 keerde Staring terug in het Australisch kampioenschap superbike. Hij werd in de vijf daaropvolgende seizoenen respectievelijk als zevende, zesde, zesde, derde en zevende in de eindstand. Daarnaast maakte hij in 2018 zijn debuut in de Moto2 op een Tech 3 tijdens zijn thuisrace als vervanger van de geblesseerde Bo Bendsneyder en eindigde hierin op plaats 21. In 2019 reed hij in een aantal races van het Aziatisch kampioenschap superbike op een Kawasaki en behaalde op The Bend Motorsport Park een overwinning en nog een podiumplaats.